# Wiśnix
Wiśnix, również Wiśnia i Wiśniowy, właściwie Łukasz Wiśniewski (ur. 1979 w Poznaniu) – polski raper i autor tekstów znany z działalności w grupie Ski Skład oraz jako hypeman zespołu Slums Attack. Prowadził również karierę solową.

## Biografia
Mało znany, undergroundowy raper, do czasu wspólnego występu z Peją, na wiosnę 2000 roku, w Krakowie. Poznali się już wcześniej (w 1999 roku podczas letniej imprezy na placu Wolności, którą zorganizowali Peja z DJ Decksem), jednak dopiero w 2000 roku Peja wyszedł z inicjatywą założenia nowego wspólnego zespołu – Ski Składu.
W latach 2001–2005 koncertował z grupą Ski Skład; zagrali setki koncertów na terenie Polski w tym: Krajowy Festiwal Piosenki Polskiej w Opolu w latach 2002 i 2003, New Yorker Hip Hop Festiwal, Bless Da Mic oraz wiele innych wielotysięcznych koncertów w największych halach widowiskowo-sportowych w kraju i za granicą m.in. Londyn, Praga, Niemcy.

## Dyskografia
Albumy solowe
| Tytuł      | Dane dot. albumu                              |
| ---------- | --------------------------------------------- |
| Bez cięcia | - Data: 20 lutego 2006 - Wydawca: UMC Records |

Występy gościnne
| Album                                     | Rok  | Utwór | Źródło |
| ----------------------------------------- | ---- | --- | ------ |
| Slums Attack - I nie zmienia się nic      | 2000 | „Wspólne zadanie” (gościnnie: Wiśnix, Grucha) | [ 3 ]  |
| Slums Attack - Na legalu?                 | 2001 | „Być nie mieć” (gościnnie: Wiśnix) | [ 4 ]  |
| Ascetoholix - A                           | 2001 | „Prestiż” (gościnnie: Wiśnix) | [ 5 ]  |
| Tehac Wudu - Poznań - Manufaktura         | 2002 | „Konflikt światowy” (gościnnie: NWDOK, Wiśnix) „Niedziela” (gościnnie: Wiśnix) „Stare czasy (Dokument Nagrywka Z Około 99r.)” (gościnnie: Efpe, Frenchman, NWDOK, Wiśnix) | [ 6 ]  |
| 52 Dębiec - P-ń VI                        | 2003 | „Graffiti” (gościnnie: Wiśnix) „Drut” (gościnnie: Wiśnix) | [ 7 ]  |
| Tehac Wudu - Rebel - Dance Hall Mix       | 2003 | „Konflikt światowy” (gościnnie: Wiśnix) | [ 8 ]  |
| Slums Attack - Najlepszą obroną jest atak | 2005 | „Niech nie zdarzy ci się '03” (gościnnie: Hemp Gru, Wiśnix) | [ 9 ]  |
| Kornik - Zbrodnia i kara... przypał!      | 2005 | „Co u mnie” (gościnnie: Tehac Wudu, Hans Solo, Wiśnix) | [ 10 ] |
| Slums Attack - Fturując                   | 2006 | „Klasyczna fuzja (Magiera Remix)” (gościnnie: Wiśnix) „No co by było gdyby? (Szuja Remix)” (gościnnie: Wiśnix) „Cały ten rap” (gościnnie: Da Blaze, Wiśnix) „Dzień zagłady (PMX Remix)” (gościnnie: Wiśnix, Fu) „Kto” (gościnnie: 52 Dębiec, Wiśnix) „Na co nas stać” (gościnnie: Wiśnix, WNB) | [ 11 ] |
| 52 Dębiec - P-ń X                         | 2008 | „Kac” (gościnnie: Wiśnix, Tehac Wudu) | [ 12 ] |
| Hans Solo - 8                             | 2011 | „Odetchnąć pełną piersią” (gościnnie: Wiśnix, Deep) | [ 13 ] |
| Slums Attack - 20/20 Evergreen            | 2013 | „Wspólne zadanie” (gościnnie: Wiśnix, Grucha) | [ 14 ] |
| 52 Dębiec - 0323                          | 2023 | „Powiedz kto?” (gościnnie: Wiśnia) |        |

## Teledyski
| Tytuł                                     | Rok  | Album      | Źródło |
| ----------------------------------------- | ---- | ---------- | ------ |
| „A po to”                                 | 2006 | Bez cięcia | [ 15 ] |
| Gościnnie                                 |      |            |        |
| Peja – „Być nie mieć” (gościnnie: Wiśnia) | 2001 | Na Legalu  | [ 16 ] |

## Filmografia
| Tytuł      | Rok  | Uwagi                                             | Źródło |
| ---------- | ---- | ------------------------------------------------- | ------ |
| „Blokersi” | 2001 | film dokumentalny, reżyseria: Sylwester Latkowski | [ 17 ] |